# Robert Borg
Pour les articles homonymes, voir Borg.
Robert Borg (né le 27 mai 1913 à Manille, mort le 5 avril 2005 à Oxford) est un cavalier américain de dressage.

## Carrière
Aux Jeux olympiques d'été de 1948, il termine quatrième en individuel puis remporte la médaille d'argent par équipe.
En 1960, un accident le paralyse partiellement.